# Dean Starkey
Dean Starkey (* 27. März 1967 in Park Ridge) ist ein ehemaliger US-amerikanischer Stabhochspringer.
Als Student des Illinois College gewann er 1988 und 1989 die Hallenmeisterschaften der NCAA und belegte bei der Universiade 1989 in Duisburg den zweiten Platz.
Ab Anfang der 1990er etablierte er sich im Erwachsenenbereich. 1992 gewann er die US-amerikanischen Hallenmeisterschaften. 1993 wurde er US-Vizemeister im Freien und qualifizierte sich für die Teilnahme an den Leichtathletik-Weltmeisterschaften 1993 in Stuttgart. Dort schied er jedoch in der Qualifikation aus. In den nächsten Jahren erreichte er mehrfach Podestplatzierungen bei US-Meisterschaften.
Bei den Leichtathletik-Weltmeisterschaften 1995 in Göteborg belegte Starkey den achten Rang. Den größten Erfolg seiner Karriere feierte er schließlich bei den Leichtathletik-Weltmeisterschaften 1997 in Athen. Dort gewann er mit einer übersprungenen Höhe von 5,91 m die Bronzemedaille hinter Serhij Bubka (6,01 m) und Maxim Tarassow (5,96 m).
Dean Starkey ist 1,88 m groß und hatte ein Wettkampfgewicht von 77 kg.

## Bestleistungen
- Stabhochsprung (Freiluft): 5,92 m, 21. Mai 1994, São Paulo
- Stabhochsprung (Halle): 5,80 m, 22. Februar 1997, Fairfax (Virginia)